# 丰萨尔达尼亚
丰萨尔达尼亚，是西班牙卡斯蒂利亚-莱昂巴利亚多利德省的一个市镇。总面积25平方公里，总人口1107人（2001年），人口密度44人/平方公里。